# 贝尔萨延
贝尔萨延（法語：Bersaillin，法語發音：[bɛʁsajɛ̃]）是法国汝拉省的一个市镇，属于隆斯勒索涅区。

## 地理
贝尔萨延（46°51'34"N, 5°36'5"E）面积13.9 平方千米，位于法国勃艮第-弗朗什-孔泰大區汝拉省，该省份为法国东部内陆省份，北起上索恩省，西北接科多尔省，西临索恩-卢瓦尔省，南至安省，东与杜省和瑞士接壤。
与贝尔萨延接壤的市镇（或旧市镇、城区）包括：纳维莱、达尔博奈、布赖南、拉沙尔姆、科洛讷、莫奈、圣洛坦、塞利耶尔、维莱瑟里讷。

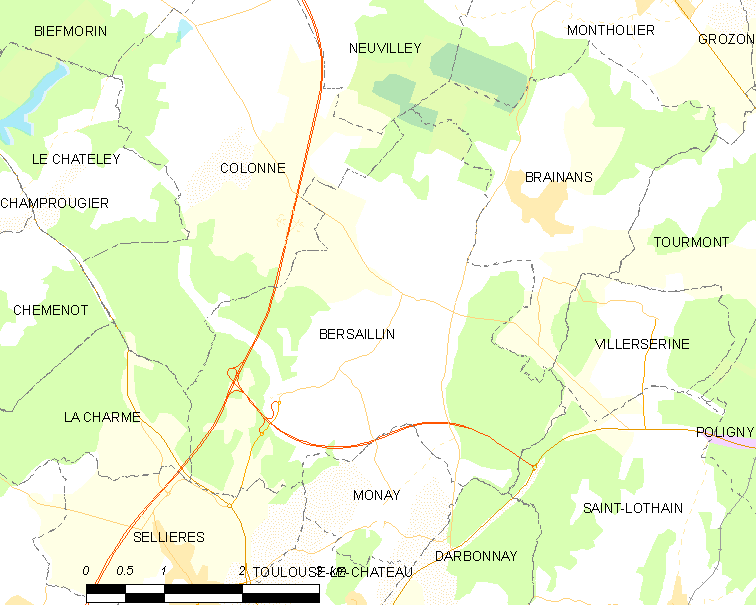
贝尔萨延的OSM定位图

贝尔萨延的时区为UTC+01:00、UTC+02:00（夏令时）。

## 行政
贝尔萨延的邮政编码为39800，INSEE市镇编码为39049。

## 政治
贝尔萨延所属的省级选区为布莱特朗县。

## 人口

1962-2008年间贝尔萨延人口变化图示

贝尔萨延于2022年1月1日时的人口数量为401人。